# Yeongju-dong, Busan
Yeongju-dong (koreanska: 영주동) är en stadsdel i staden Busan, i den sydöstra delen av Sydkorea, 300 km sydost om huvudstaden Seoul. Den ligger i stadsdistriktet Jung-gu.

## Indelning
Administrativt är Yeongju-dong indelat i:
| Namn    | Namn               | Yta km² | Invånare 31 dec 2018 |
| ------- | ------------------ | ------- | -------------------- |
| 영주1동 | Yeongju 1(il)-dong | 0,29    | 5 350                |
| 영주2동 | Yeongju 2(i)-dong  | 0,34    | 7 879                |